# كأس الاتحاد الإنجليزي 1988–89
كأس الاتحاد الإنجليزي 1988–89 (بالإنجليزية: 1988–89 FA Cup)‏ هو الموسم 108 من  كأس الاتحاد الإنجليزي. الذي يشرف على تنظيمه الاتحاد الإنجليزي لكرة القدم، وفاز فيه نادي ليفربول.